# Cuitláhuac (estación)
Cuitláhuac es una de las estaciones que forman parte del Metro de Ciudad de México, perteneciente a la Línea 2. Se ubica al poniente de la Ciudad de México, en la alcaldía Miguel Hidalgo.

## Información general
El nombre proviene de la Avenida Cuitláhuac, que también remite al huey tlatoani, quien subió al poder tras la muerte de Moctezuma II en 1520, siendo el penúltimo emperador que gobernó la gran Tenochtitlan. El icono representa el escudo (chimalli) usado en la batalla contra los españoles, cuya gesta más heroica, la "Noche Triste", ocurrió a unos metros de la ubicación actual de la estación. Esa batalla fue ganada por el propio Cuitláhuac.

## Afluencia
En 2014 la estación presentó una afluencia promedio anual de 17,234 personas.
| Tipo de día   | Afluencia promedio |
| ------------- | ------------------ |
| Día laboral   | 19,094             |
| Fin de semana | 13,404             |
| Día festivo   | 9,436              |
| Total anual   | 17,234             |

La siguiente tabla muestra la afluencia de la estación en los últimos 10 años:
| Afluencia Anual de Pasajeros | Afluencia Anual de Pasajeros | Afluencia Anual de Pasajeros | Afluencia Anual de Pasajeros | Afluencia Anual de Pasajeros | Afluencia Anual de Pasajeros |
| ---------------------------- | ---------------------------- | ---------------------------- | ---------------------------- | ---------------------------- | ---------------------------- |
| Año                          | Afluencia                    | A Diario                     | Ranking                      | Incremento                   | Ref.                         |
| 2024                         | -                            | -                            | -                            | -                            |                              |
| 2023                         | 5,244,830                    | 14,369                       | 88°/187                      | +10.41%                      | [ 3 ]                        |
| 2022                         | 4,750,532                    | 13,015                       | 90°/175                      | +47.85%                      | [ 4 ]                        |
| 2021                         | 3,213,123                    | 8,803                        | 103°/195                     | -15.37%                      | [ 5 ]                        |
| 2020                         | 3,796,707                    | 10,373                       | 96°/195                      | -44.12%                      | [ 6 ]                        |
| 2019                         | 6,794,715                    | 18,615                       | 95°/195                      | -0.36%                       | [ 7 ]                        |
| 2018                         | 6,819,391                    | 18,863                       | 92°/195                      | +1.30%                       | [ 8 ]                        |
| 2017                         | 6,732,158                    | 18,444                       | 92°/195                      | -3.97%                       | [ 9 ]                        |
| 2016                         | 7,010,603                    | 19,154                       | 90°/195                      | -1.31%                       | [ 10 ]                       |
| 2015                         | 7,103,440                    | 19,461                       | 92°/195                      | -1.73%                       | [ 11 ]                       |

## Conectividad

### Salidas
- Calzada México Tacuba s/n casi esquina con Avenida Cuitláhuac, Colonia Popotla.
- Calzada México Tacuba s/n, casi esquina con Calzada General Mariano Escobedo, Colonia Popotla.

## Conexiones
Existen conexiones con las estaciones y paradas de diversos sistemas de transporte:
- Línea 6 del Trolebús.
- Algunas rutas de la RTP.